# 6213 Zwiers
A 6213 Zwiers (ideiglenes jelöléssel 2196 P-L) a Naprendszer kisbolygóövében található aszteroida. Cornelis Johannes van Houten,  Ingrid van Houten-Groeneveld és Tom Gehrels fedezte fel 1960. szeptember 24-én.